# Louis Moinet
Louis Moinet (Bourges, 1768-París, 21 de mayo de 1853) fue un escultor, pintor y relojero francés, inventor del cronógrafo.

## Biografía
Louis Moinet nació en Bourges en 1768. Siendo aún un estudiante de primaria, se mostró especialmente interesado por la relojería, por lo que dedicaba gran parte de su tiempo libre a aumentar su conocimiento sobre la temática con un maestro relojero. A su vez, un pintor italiano también le daba clases particulares de dibujo. 

### El arte
A los 20 años se trasladó de Francia a Roma, ciudad en la que permaneció durante 5 años y donde estudió arquitectura, escultura y pintura. Allí conoció a miembros de la Academia Francesa en Roma, a la que pertenecían los más destacados artistas de la época.
De Roma se trasladó a Florencia, donde se inició en el grabado artístico de piedras finas en un taller creado por el conde Manfredini, ministro del Gran Duque de Toscana. Allí pintó también varios cuadros.
De regreso a París, fue nombrado profesor en la Academia de Bellas Artes, en el Louvre. Pasó a ser miembro de varias asociaciones científicas y artísticas, y colaboró con el astrónomo Lalande, el broncista Thomire y Robert-Houdin, conocido por crear autómatas. 

### La alta relojería
De forma paralela, se dedicó al estudio teórico y práctico de la relojería, y retomó el contacto con su antiguo profesor. A partir de 1800, se dedicó a tiempo completo a la relojería y empezó a viajar habitualmente a Suiza, donde conoció a relojeros como Jacques-Frédéric Houriet.
Posteriormente fue nombrado Presidente de la Société chronométrique de París, y cuyo objetivo era “el desarrollo y la promoción de la relojería”. En este entorno, mantuvo frecuentes contactos con sus colegas Louis Berthoud, Antide Janvier, Louis-Frédéric Perrelet, Joseph Winnerl o incluso Vulliamy, el relojero del rey en Londres.

## Obra

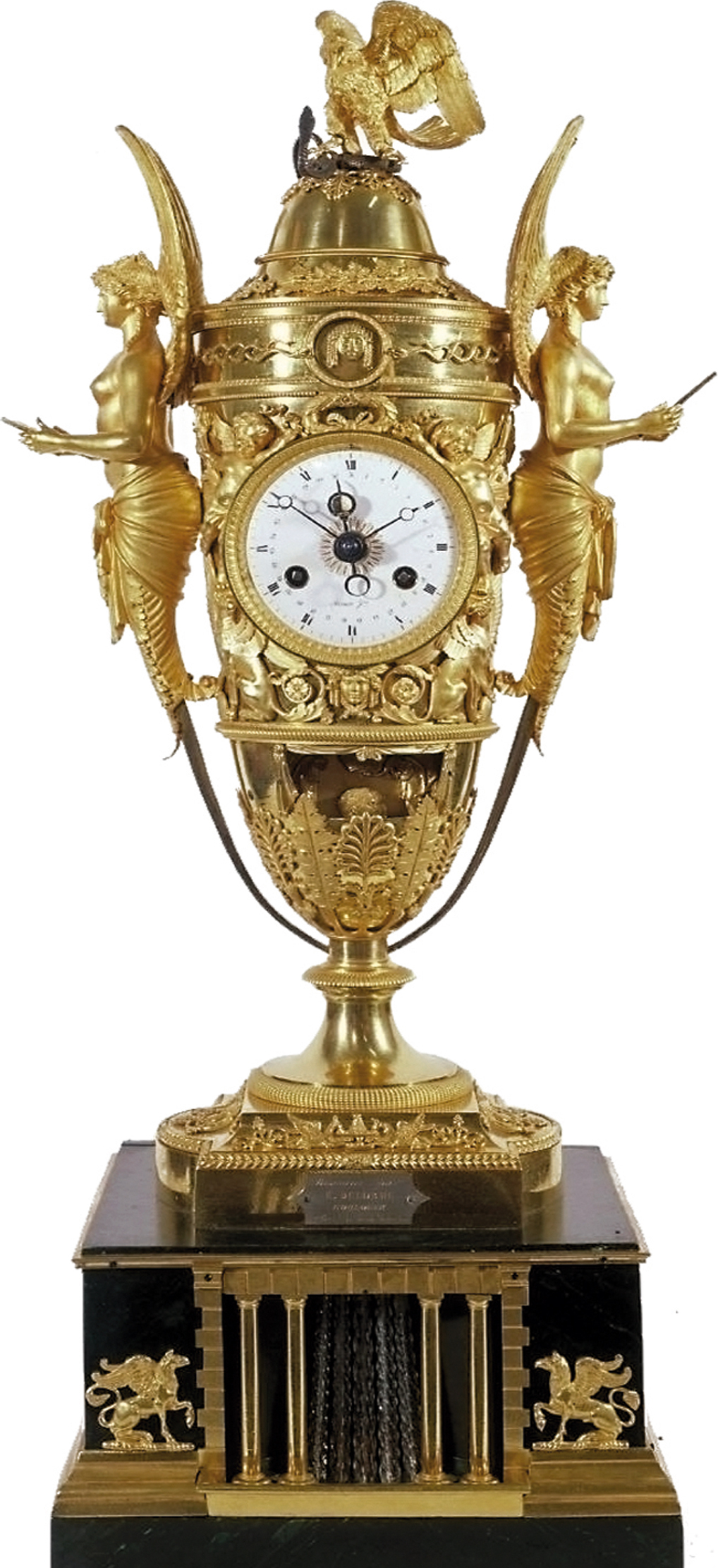
Reloj de Napoleón realizado en 1806 por Louis Moinet.

Louis Moinet mantuvo una larga y estrecha colaboración con Abraham-Louis Breguet, amigo de confianza, confidente y consejero íntimo. Ambos compartieron la misma pasión por el arte de la relojería.
A lo largo de su vida, creó relojes de péndulo para personajes como Napoleón Bonaparte, los presidentes estadounidenses Thomas Jefferson y James Monroe, el rey de Inglaterra Jorge IV, Ernest Augustus, Príncipe de Hannover, la Reina María Amelia de Borbón-Dos Sicilias, el Mariscal Joaquín Murat, Rey de Nápoles, el Mariscal Ney y numerosos soberanos de toda Europa.
El reloj de James Monroe forma parte de los objetos originales de la Casa Blanca. Se adquirió en París en 1817, junto con otros objetos decorativos, para adornar la Casa Blanca, que fue incendiada por los ingleses en 1814 y que más tarde fue reconstruida por el arquitecto James Hoban. Gran parte de este mobiliario original se ha ido perdiendo con el paso del tiempo y de él solo queda actualmente un puñado de esos testigos del pasado, entre los que figura el famoso reloj de péndulo “Minerva” de Moinet y Thomire.
El reloj de péndulo de Napoleón se realizó en 1806. Estaba equipado con un movimiento de ocho días, daba las horas, los minutos y la fecha. Su originalidad radica en un mecanismo que indica la fase lunar en el interior de la aguja de los días con la ayuda de una minúscula bola de marfil. Además, en cuanto se acciona la caja musical, se representa la coronación de Napoleón y la emperatriz Josefina gracias a un automatismo que coloca la corona imperial sobre sus cabezas.
En el presente, estas obras se conservan en museos como el Louvre de París, el Palacio de Versalles, el Palacio Pitti de Florencia o incluso Monticello y la Casa Blanca.

## Los inventos

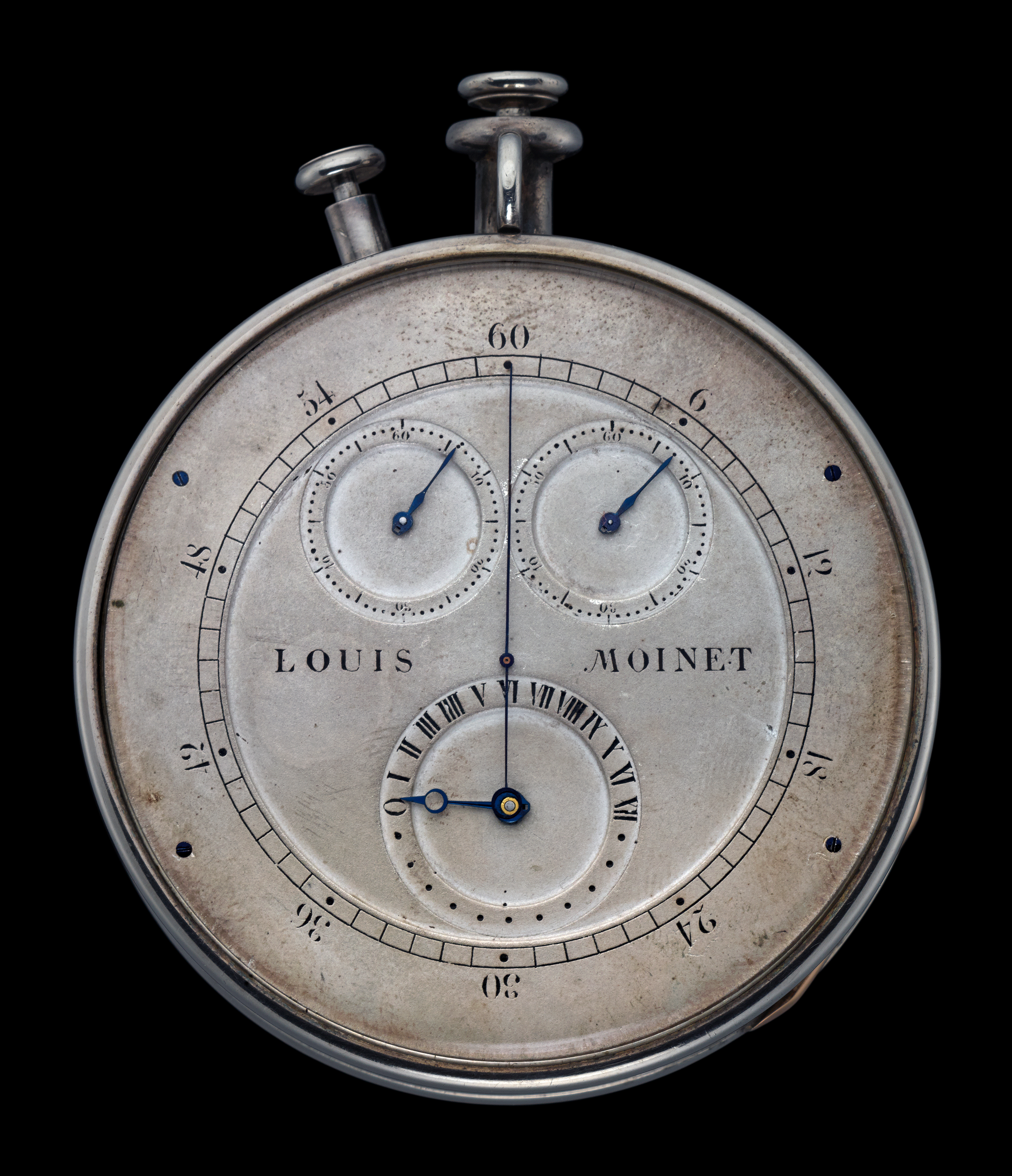
Imagen del primer cronógrafo del mundo, construido por Moinet. Comenzó a realizarse en 1815 y se terminó en 1816.

Como fabricante de instrumentos de precisión, practicó la relojería marina, astronómica y civil. Entre sus inventos, el más importante es la realización en 1816 de su compte-tierces, que posteriormente sería conocida como cronógrafo. Esta pieza se creó para medir la 60ª parte del segundo, oscilando a 216 000 vibraciones por hora y con un mecanismo que le permitía ser puesto a cero.
Los productos de Moinet se exhibieron en dos exposiciones universales. En la primera, en 1851 en Londres, presentó un cronómetro que ofrecía varias indicaciones inéditas entre las que figuraban el calendario anual y los días de la semana. Más tarde, en París en 1900, expuso el reloj de péndulo de Napoleón con motivo de este importante evento al pie de la Torre Eiffel.
La obra de Moinet cuenta también con la creación de relojes despertadores, de reguladores y de relojes astronómicos. Creó, por ejemplo, diferentes calibres de relojes de bolsillo con una particular distribución (el conjunto de engranajes se establece con un piñón de 12). Además, inventó un muelle de barrilete dentado que mejoraba el funcionamiento del reloj. También puso a punto una nueva galluza que facilitaba la acción de darle cuerda.

## ElTraité général d’horlogerie
Louis Moinet es conocido además por su obra Traité général d’horlogerie, publicada en 1848. En él describe las mejores técnicas relojeras, y fue muy usado por grandes relojeros de la época como Frodsham, Perrelet, Saunier y Winnerl, así como por varios eruditos y aficionados como su Alteza Alejandro, Príncipe de Orange, figurando todos ellos entre los numerosos suscriptores. La difusión de esta obra, reeditada en tres ocasiones, llegó hasta Rusia. Dedicó veinte años de su vida a redactar esta obra de dos tomos que contiene, en particular, un método práctico y universal del engranaje según la ciencia modificada por la aplicación.
Falleció en París el 21 de mayo de 1853, a los 85 años.